# Вулиця Соломії Крушельницької (Київ)
Ву́лиця Соломі́ї Крушельни́цької — вулиця в Дарницькому районі м. Києва, житловий масив Осокорки. Пролягає від проспекту Петра Григоренка до Колекторної вулиці.
Прилучається вулиця Лариси Руденко.

## Історія
Вулиця запроєктована під назвою Нова-2. Сучасна назва на честь української співачки Соломії Крушельницької — з 1993 року, цього ж року розпочато забудову вулиці.
21 червня 2020 року о 10:07 в будинку на перехресті із проспектом Петра Григоренка стався вибух газу, унаслідок чого було значно пошкоджено перекриття чотирьох поверхів, загинуло п'ять осіб. 